# Thelignya
Thelignya A. Massal.  (opipiołek) – rodzaj grzybów z rodziny Lichinaceae. Ze względu na współżycie z glonami zaliczany jest do grupy porostów. W Polsce występuje jeden gatunek.

## Systematyka i nazewnictwo
Pozycja w klasyfikacji według Index Fungorum: Lichinaceae, Lichinales, Incertae sedis, Lichinomycetes, Pezizomycotina, Ascomycota, Fungi.
Synonimy nazwy naukowej: Arctoheppia Lynge, Fernaldia Lynge.
Nazwa polska według W. Fałtynowicza.

## Gatunki
- Thelignya fuliginea (Ach.) A. Massal. 1855
- Thelignya groenlandica (Å.E. Dahl) Henssen 1990[4]
- Thelignya lignyota (Wahlenb.) P.M. Jørg. & Henssen 1990[4]– opipiołek oczatka

Nazwy naukowe na podstawie Index Fungorum. Nazwy polskie według W. Fałtynowicza.